# Ripa

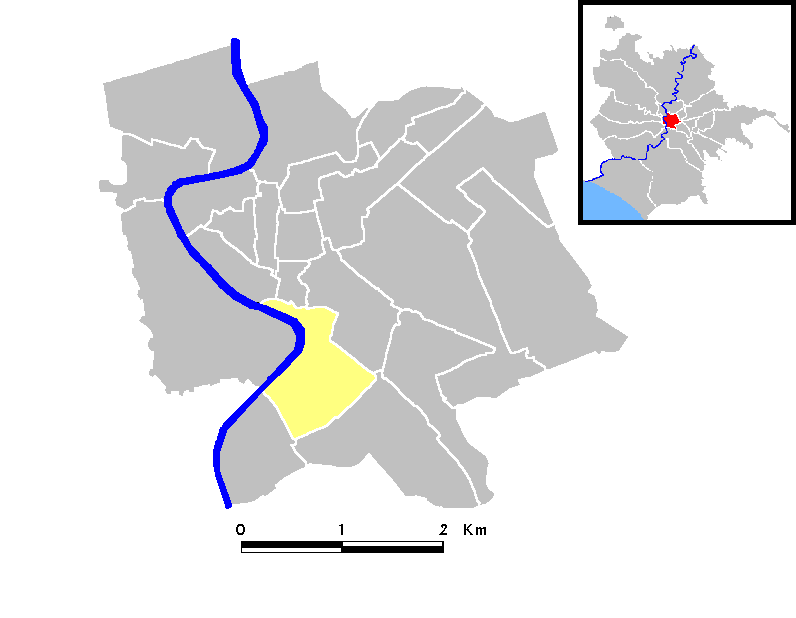
Ripa

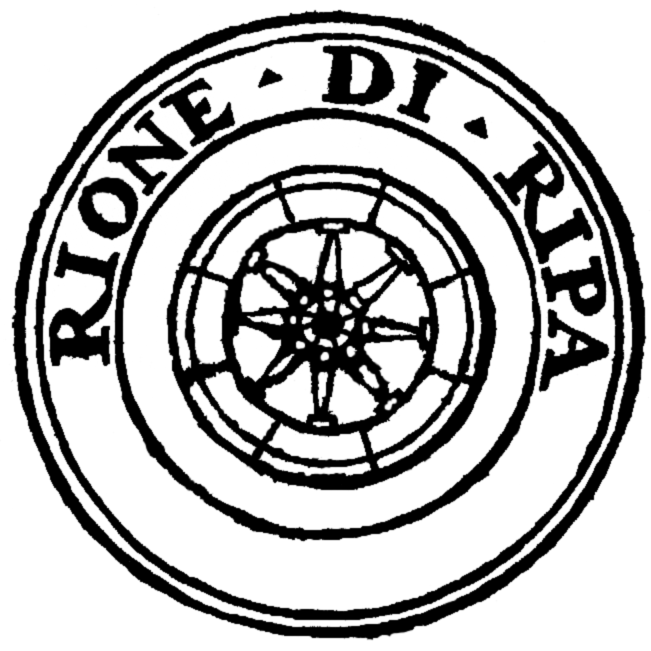
Znak rione Ripa

Ripa (italský zastaralý výraz pro břeh) je XII. římská čtvrť (rione). Zahrnuje Aventin, Circus Maximus a břeh Tibery mezi Ponte Sublicio a Monte Savello. Také k ní patří Tiberský ostrov.

## Historie
Jméno rione je odvozeno od antického říčního přístavu Ripa Grande. Objevilo se ve středověkém názvu oblasti Regio Ripe et Marmorate. Rione získala své dnešní hranice roku 1921, stejně jako rione Testaccio a San Saba.

## Znak
Na znaku je lodní kormidlo, jako připomínka bývalého přístavu.

## Památky
- Bocca della Verità
- Santa Maria in Cosmedin
- Santa Sabina
- Circus Maximus